# Хвойник китайский
Хво́йник кита́йский (лат. Ephedra sinica) — вид кустарничков рода Хвойник (Ephedra) монотипного семейства Хвойниковые, или Эфедровые (лат. Ephedraceae). Семейство Эфедровые относится к отделу Гнетовидные (лат. Gnetophyta) — своеобразной группе семенных растений, которая по происхождению близка к Хвойным (лат. Pinophyta).
Встречается на севере Китайской Народной Республики и в Монголии в зоне полупустынь, на равнинах, на склонах гор, на высоте 700—1600 метров над уровнем моря.
Трава (неодревесневшие побеги) содержит алкалоиды эфедрин и псевдоэфедрин. С древности используется в традиционной китайской медицине для лечения бронхиальной астмы, простуды, бронхита и других заболеваний. В западных странах используется в диетологии в качестве средства для похудения. Культивируется в Китайской Народной Республике как техническая культура для получения лекарственного сырья и для промышленного получения эфедрина.

## Исторические сведения и название
麻黄

Hаписание названия хвойника (пиньинь ma huang) в китайской иероглифической письменности
Внешне хвойник китайский очень схож с хвойником двухколосковым, поэтому долгое время их не различали. Научное описание хвойника китайского было сделано в 1927 году.
Латинское название рода является транслитерацией древнегреческого слова ἐφέδρα («сидящая на»), которое образовано от слов ἐπι — «на», «среди» и ἕδρος — «седалище», «сидение». Так в сочинениях Плиния назывался Хвощ (лат. Equisetum), поскольку у него сегменты стеблей сидят как бы один на другом. Карл Линней заимствовал это слово из-за сходства хвойника с хвощом. Русское название хвойник возникло из-за внешнего сходства сегментов ветвей растения с хвоей сосны и своеобразного аромата, напоминающего запах хвойных.
Видовой эпитет происходит от лат. Sina — «Китай».
Название хвойника китайского на китайском языке: кит. 草麻黄, пиньинь cao ma huang. Трава хвойника китайского, экспортируемая из Китая, известна под китайским названием ма хуан. Название кит. 麻黄, пиньинь ma huang — «жёлтая конопля» используется в Китае для обозначения хвойника китайского, а также некоторых других видов хвойника, используемых в традиционной китайской медицине, прежде всего, хвойника хвощевого.

## Биологическое описание
Вечнозелёный кустарничек до 40 см в высоту. Одревесневший стебель короткий, прямой или стелющийся, от основания ветвистый, с тёмно-серой корой. Побеги серовато-зелёные, осенью и зимой серовато-коричневые, мелкоребристые, прямые или изогнутые, иногда слегка закрученные, прутьевидные, членистые; междоузлия длиной 2,5—5,5 см.
Листья супротивные, редуцированные, длиной до 5 мм, сросшиеся на треть или до половины. Свободные части шиловидные или узко-треугольные; окончания резко заострённые.
Растение двудомное. Мужские шишки (микростробилы) по строению напоминают цветки покрытосеменных растений; сидячие или на коротких ответвлениях, одиночные или пучками на междоузлиях, редко терминальные; состоят из оси с четырьмя парами прицветников; тычиночные нити в пазухах прицветников длиной около 2 мм, с семью или восемью пыльниками.
Женские шишки (мегастробилы) овальные, на коротких ответвлениях или верхушечные, одиночные или собраны в пучки, с 3—4 прицветниками; из них нижние на одну треть сращённые, широкоовальные, притуплённые, по краю узко-перепончатые; внутренние до половины сращённые. Зрелые женские шишки шаровидные, 6—7 × 8 мм в диаметре, ягодообразные, красные (шишкоягоды). Семена обычно по два, красно-чёрные или серовато-коричневые, расположены на уровне прицветников или покрыты ими.
Ветроопыляемое растение. Цветение (рассеивание пыльцы) в мае — июне. Плодоношение (созревание семян) в августе — сентябре. В распространении семян участвуют птицы, поедающие шишкоягоды (зоохория).
Диплоидный хромосомный набор — 28.

## Распространение и экология
В диком виде хвойник китайский широко распространён в Монголии и на севере Китайской Народной Республики, где ареал вида охватывает провинции Ганьсу, Хэбэй, Хэйлунцзян, Гирин, Ляонин, Внутренняя Монголия, Нинся-Хуэйский автономный район, Шэньси и Шаньси. Произрастает в зоне полупустынь на равнине и на склонах гор, на песчаных почвах, на высоте 700—1600 метров над уровнем моря.

## Биологически активные вещества

### Исторический очерк
Хвойник китайский используются в традиционной китайской медицине с древнейших времён. Медицинское применение этого растения описано в древнем «Трактате Шэнь-нуна о корнях и травах», составленном более двух тысяч лет тому назад.

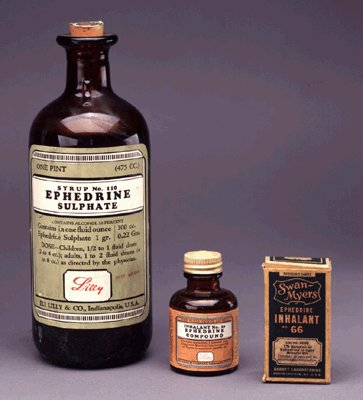
Медицинские препараты на основе эфедрина, которые в 30-х годах XX века выпускались американскими фармацевтическими компаниями «Eli Lilly» и «Swan-Myers»

В 1885 году японский химик Нагаёси Нагаи выделил эфедрин из травы хвойника китайского. Нагаи обнаружил, что в больших дозах это вещество было токсично, поэтому его открытие не привлекло внимания. В 20-х годах XX века китайский фармаколог Ко Куэй Чен (1898—1988) и американский фармаколог Карл Шмидт (Carl F. Schmidt; 1893—1965), работавшие в Пекинском союзном медицинском колледже, снова выделили эфедрин. Используя значительно меньшие дозы, чем Нагаи, Чен и Шмидт показали эффективность эфедрина в симптоматическом лечении бронхиальной астмы и сердечных заболеваний. Было установлено, что эфедрин оказывает на сердечно-сосудистую систему влияние, подобное адреналину, однако он не разрушается при приёме внутрь и оказывает более продолжительное действие.

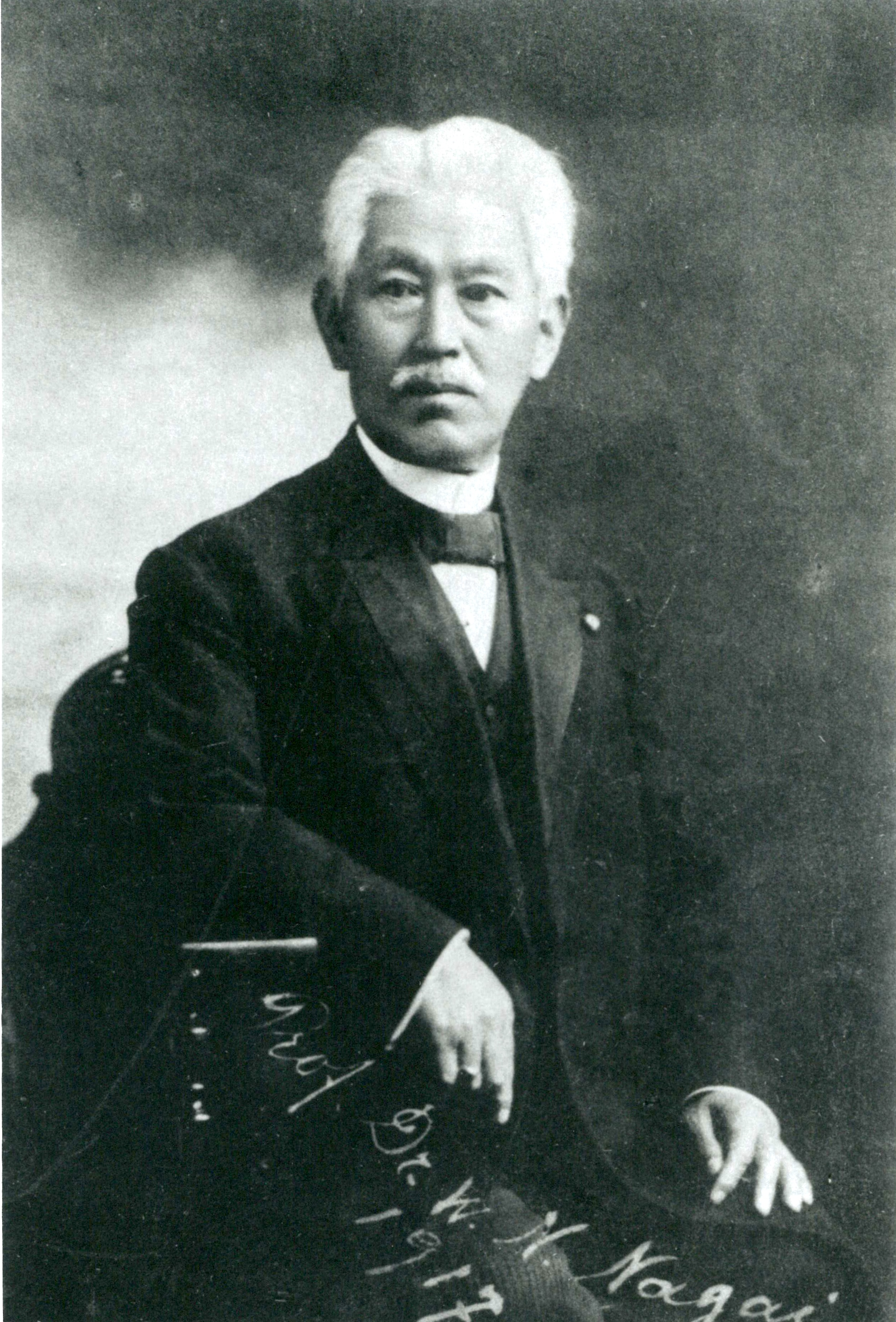
Нагаи, Нагаёси (1844—1929) открыл эфедрин в 1885 году

В 1927 году американская компания «Eli Lilly and Company» начала масштабное производство медицинских препаратов на основе эфедрина.
В 1919 году японский химик Акира Огата впервые получил кристаллический метамфетамин при восстановлении эфедрина с использованием красного фосфора и йода.
В начале 1980-х годов распространение наркотиков, содержащих метамфетамин и эфедрон, заставило многие страны принять законодательные ограничения на оборот лекарственных средств, в состав которых входит эфедрин.

### Фитохимия
Наиболее важными биологически активными веществами хвойника являются алкалоиды группы эфедрина, которые составляют 1—2 % от массы сухой травы. Виды хвойника, произрастающие в Восточном полушарии, содержат шесть оптически активных алкалоидов: (-)-эфедрин, (+)-псевдоэфедрин, (-)-N-метилэфедрин, (+)-N-метилпсевдоэфедрин, (-)-норэфедрин и (+)-норпсевдоэфедрин. (-)-Эфедрин является преобладающим стереоизомером, составляя 30—90 % общего количества алкалоидов, за которым следует (+)-псевдоэфедрин. Остальные эфедриновые алкалоиды представлены лишь в следовых количествах. Общее содержание эфедриновых алкалоидов зависит от вида растения, времени года и условий произрастания. Один из наиболее широко культивируемых сортов хвойника китайского «China 3» содержит 1,39 % (-)-эфедрина,
0,361 % (+)-псевдоэфедрина and 0,069 % +)-N-метилпсевдоэфедрина.

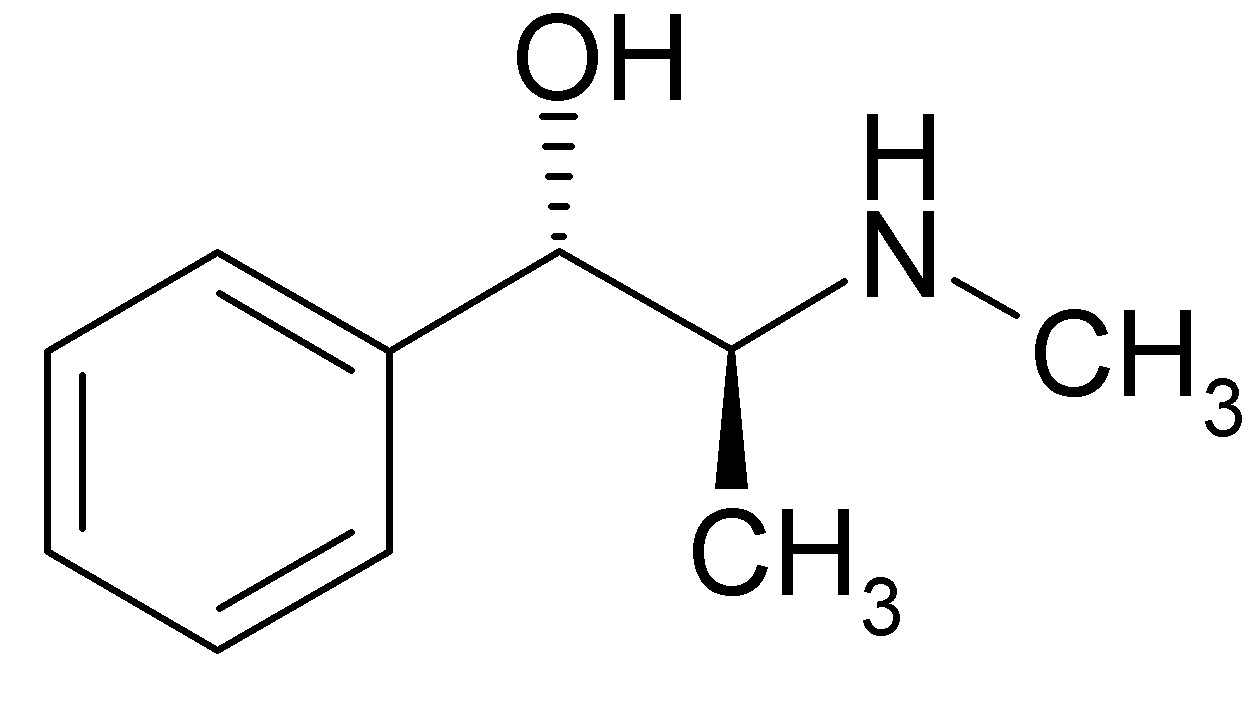
Структурная формула молекулы (+)-псевдоэфедрина

Помимо эфедриновых алкалоидов, из травы разных видов хвойника были выделены другие продукты вторичного метаболизма: алкалоиды эфедрадины А—D, производные кинуреновой кислоты, тетраметилпиразин, циклопропильные аминокислоты, флавоны, флаванолы, таннины (дубильные вещества), карбоновые кислоты, терпены (компоненты эфирных масел). Высокое содержание летучих терпенов, как, например, 1,4-цинеол, (-)-α-терпинеол и других, придаёт траве хвойника характерный «хвойный» запах.

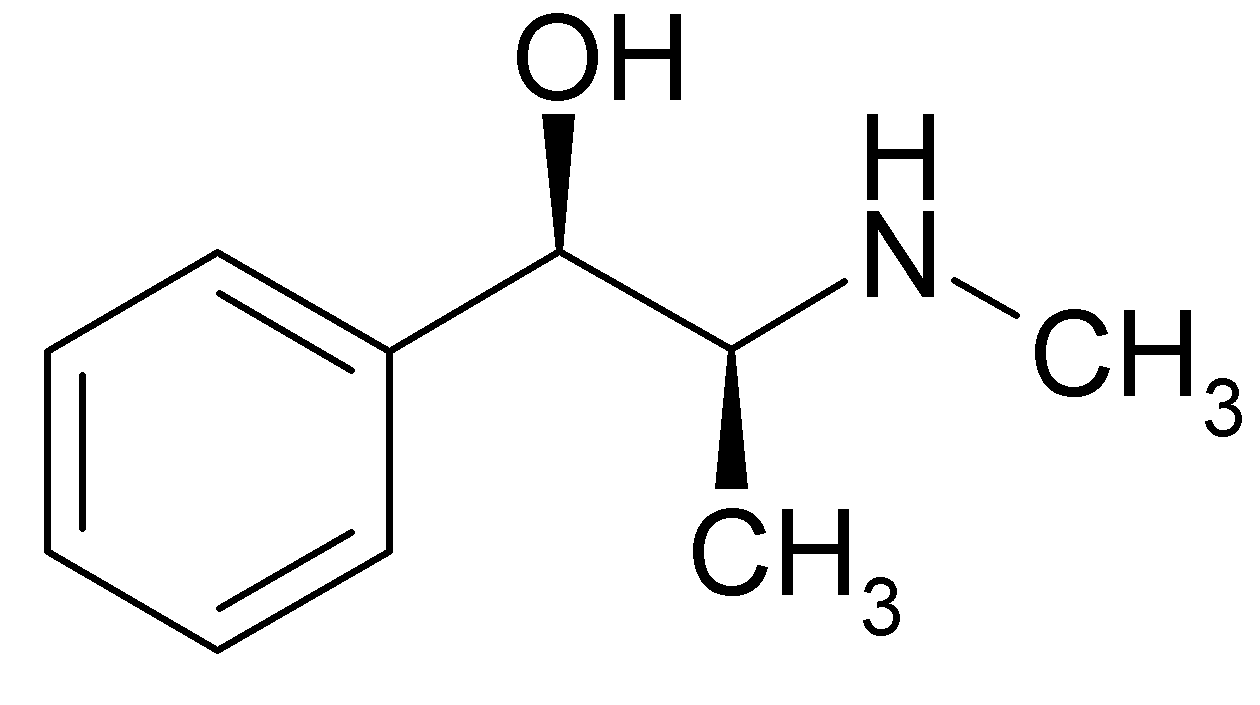
Структурная формула молекулы (-)-эфедрина

Корни хвойника не содержат эфедриновых алкалоидов. Из корней хвойника были выделены ферулоилгистамин и алкалоид маоконин.

### Фармакологические свойства
По своему фармакологическому действию эфедрин схож с адреналином — гормоном и нейромедиатором вегетативной нервной системы млекопитающих. Существенным отличием эфедрина от адреналина является его эффективность при приёме внутрь и устойчивость к ферменту моноаминоксидазе. Также как и адреналин, эфедрин стимулирует α- и β-адренорецепторы, что приводит к сокращению сосудистой гладкой мускулатуры, увеличению сократительной способности миокарда и частоты сердечных сокращений, расширению просвета бронхов, расслаблению гладкой мускулатуры кишечника, активации липолиза и недрожательного термогенеза.
Эфедрин также является стимулятором центральной нервной системы. В отличие от сходного по структуре молекулы метамфетамина, он оказывает только слабое психоактивное действие, сравнимое с действием других лёгких психостимуляторов.
Псевдоэфедрин по фармакологическому действию близок к эфедрину, однако он менее активен.

## Значение и применение
В Китайской Народной Республике культивируется как техническая культура для получения лекарственного сырья. Активные алкалоиды, эфедрин и псевдоэфедрин экстрагируются химически из растительного сырья и используются для нужд фармацевтическая промышленности. Поскольку эфедрин может выступать в роли прекурсора для нелегального производства наркотиков, культивирование хвойника китайского находится под контролем государства.

### Применение в медицине
В медицине обычно используются препараты, приготовленные на основе чистого эфедрина, который получают либо из растительного сырья, либо химическим синтезом. В современной научной медицине препараты эфедрина назначаются при бронхиальной астме, состояниях, сопровождающихся гипотонией, поллинозе (сезонном аллергическом риноконъюнктивите), острых респираторных вирусных инфекциях, простуде, отравлении препаратами группы морфина и скополамином.
В китайской традиционной медицине трава хвойника используется для лечения бронхиальной астмы, простуды, бронхита, насморка, поллиноза, артрита, головной боли и артериальной гипотензии.
Лекарственным сырьём служат зелёные неодревесневшие побеги — лат. Herbae Ephedrae. Трава хвойника используется для приготовления отвара или чая, который принимают внутрь. Необходимо иметь в виду, что трава хвойника — сильнодействующее средство, которое в больших дозах опасно интоксикацией.
Частыми побочными эффектами приёма травы хвойника является артериальная гипертензия, учащённое сердцебиение, бессонница и повышенная тревожность. Противопоказаниями к применению являются гипертоническая болезнь, болезни сердца, бессонница, судороги, тиреотоксикоз, диабет, феохромоцитома, тахикардия. Препараты из хвойника не рекомендуется принимать на ночь.
Приём биологически активных добавок с хвойником приводил к инфарктам и инсультам, вследствие чего эти добавки были запрещены на рынке США.

### Применение в диетологии
В западных странах трава хвойника используется в качестве средства для похудения, что связано со стимулирующим действием эфедрина на липолиз и недрожательный термогенез. Отдельные клинические исследования показали, что в контролируемых условиях и под наблюдением врача трава хвойника может служить эффективным средством для незначительного снижения веса (около 0,9 кг в месяц). Однако, в других исследованиях было отмечено большое число побочных эффектов, связанных с неконтролируемым приёмом препаратов из хвойника, особенно у лиц, страдающих сердечно-сосудистыми заболеваниями. Поэтому в 2004 году Управление по контролю качества продуктов и лекарств США приняло решение о запрете использования травы хвойника и препаратов из неё в качестве пищевых добавок.

## Законодательные ограничения
Эфедрин и псевдоэфедрин служат сырьём для нелегального производства наркотиков, содержащих метамфетамин и эфедрон. Из-за высокого содержания этих веществ трава некоторых видов хвойника также может выступать в роли прекурсора для нелегального производства наркотиков. Поэтому в некоторых странах были приняты законодательные ограничения на оборот травы хвойника. В ряде стран оборот травы хвойника контролируется также из-за риска опасных для здоровья побочных эффектов или передозировки.
Российская Федерация. Постановлением Правительства Российской Федерации от 3 сентября 2004 года представители рода Хвойник (лат. Ephedra L.) были включены в список растений, содержащих наркотические вещества, которые запрещены для культивирования на территории Российской Федерации. Крупный размер запрещённых к возделыванию на территории Российской Федерации растений рода Хвойник для целей статьи 231 Уголовного кодекса Российской Федерации был определён в 10 или больше растений. В этом постановлении правительство Российской Федерации руководствовалось статьёй 18 Федерального закона Российской Федерации «О наркотических средствах и психотропных веществах». Российская Федерация — единственная страна, где существуют столь жёсткие законодательные ограничения на культивирование хвойника.
В настоящее время (2010 год) в Российской Федерации трава хвойника отнесена к разряду сильнодействующих веществ, не являющихся прекурсорами наркотических средств и психотропных веществ. Согласно приказу Министерства здравоохранения и социального развития Российской Федерации № 109 от 12 февраля 2007 года трава хвойника подлежит предметно-количественному учёту в аптечных учреждениях, организациях оптовой торговли лекарственными средствами, лечебно-профилактических учреждениях и частнопрактикующими врачами. В Российской Федерации без специальной лицензии запрещены любые способы возмездной или безвозмездной передачи травы хвойника другим лицам (продажа, дарение, обмен, уплата долга, дача взаймы и т. д.), поскольку они подпадают под действие статьи 234 Уголовного кодекса Российской Федерации.
Республика Беларусь. В Республике Беларусь трава хвойника отнесена к группе психотропных веществ, подлежащих государственному контролю.
Соединённые Штаты Америки. В 2004 году Управление по контролю качества продуктов и лекарств США запретило использование травы азиатских видов хвойника («ма хуанг») и препаратов из них в качестве пищевых добавок.  Эти меры были приняты из-за риска развития опасных для здоровья осложнений.

## Систематика

### Таксономия
Вид хвойник китайский входит в род Хвойник (Ephedra) монотипного семейства Хвойниковые (Ephedrales) монотипного порядка Хвойниковые (Ephedrales).
|                     |                   |                       |                                          |             |  |  |  |  |                       |  | ещё около 40 видов |
|                     |                   |                       |                                          |             |  |  |  |  |                       |  |                    |
| порядок Хвойниковые |                   | семейство Хвойниковые |                                          | род Хвойник |  |  |  |  |                       |  |                    |
| порядок Хвойниковые |                   |                       |                                          | род Хвойник |  |  |  |  |                       |  |                    |
|                     | отдел Гнетовидные |                       |                                          |             |  |  |  |  | вид Хвойник китайский |  |                    |
|                     | отдел Гнетовидные |                       |                                          |             |  |  |  |  | вид Хвойник китайский |  |                    |
|                     |                   |                       | ещё 2 порядка: - Вельвичиевые - Гнетовые |             |  |  |  |  |                       |  |                    |
|                     |                   |                       |                                          |             |  |  |  |  |                       |  |                    |

Согласно результатам анализа последовательностей ДНК из ядер и хлоропластов, хвойник китайский входит в кладу с видами хвойника: хвойником односемянным, хвойником средним и хвойником двухколосковым.